# Hong Kong Fou Fou
Ne doit pas être confondu avec Les Fous de Hong-Kong.
Hong Kong Fou Fou (Hong Kong Phooey) est une série télévisée d'animation américaine en 16 épisodes de 22 minutes, produite par le studio Hanna-Barbera et diffusée entre le 7 septembre 1974 et le 21 décembre 1974 sur le réseau ABC.
En France, la série a été diffusée pour la première fois en 1976 sur TF1 dans l'émission Les Visiteurs du mercredi. Elle a été rediffusée en 1978 sur TF1, en 2007 sur France 3 dans l'émission Toowam, et sur les chaînes câblées Cartoon Network et Boomerang.

## Synopsis

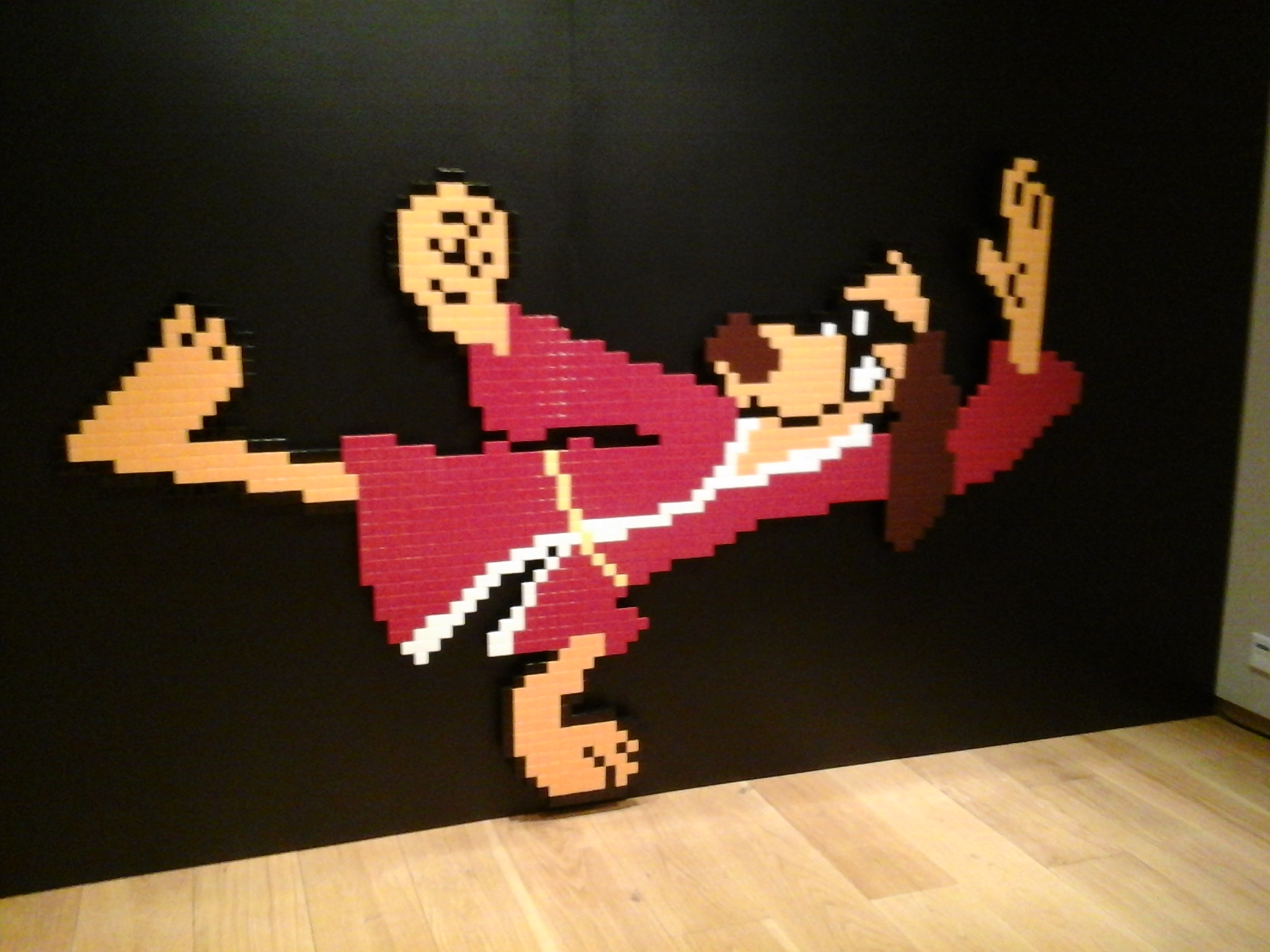
Le « héros » Perry le chien adapté en mosaïque, par Invader, au Sotheby's de Hong Kong.

Perry le chien travaille dans un commissariat comme homme à tout faire. Maladroit et gaffeur, il s'est fait une amie de la standardiste, Rose-Marie, mais non pas de l'irascible sergent Flint, qui est souvent la victime de la gaucherie de Perry. Ce que tous ignorent, c'est que Perry a une double identité : il est le célèbre héros masqué Hong Kong Fou Fou, le justicier, maître des arts martiaux. À bord de sa Foufou-mobile, un véhicule qui se transforme, d'un simple coup de gong, en de multiples engins extravagants, il poursuit les méchants. Spot, son chat fidèle et rusé, l'accompagne et répare en cachette les innombrables maladresses de son maître, car Hong Kong Fou Fou est en fait un véritable gaffeur qui n'est pas conscient des bourdes qu'il commet.

## Fiche technique
- Titre : Hong Kong Fou Fou
- Titre original : Hong Kong Phooey
- Réalisation : William Hanna, Joseph Barbera
- Scénario : Larz Bourne, Fred S. Fox, Jack Mendelsohn, Seaman Jacobs, Len Janson, Chuck Menville
- Musique : Hoyt S. Curtin
  - Générique anglais : interprété par Scatman Crothers ; Musique du générique composée par : Chester Stover, Watts Biggers, Treadwell Covington et Joseph Harris
  - Générique français : instrumental (hors voix off de Claude Bertrand dans l'introduction)
- Production : William Hanna, Joseph Barbera, Iwao Takamoto
- Société de production : Hanna-Barbera Productions
- Pays d'origine : États-Unis
- Langue : anglais
- Nombre d'épisode : 16 épisodes, 31 segments (1 saison)
- Durée : 20 minutes
- Date de première diffusion :  États-Unis : 7 septembre 1974

## Distribution

### Voix originales
- Scatman Crothers : Penrod « Penry » Pooch / Hong Kong Phooey (en français : Perry / Hong Kong Fou Fou)
- Joe E. Ross : Sergeant Flint
- Kathy Gori : Rosemary (en français : Rose-Marie)
- Don Messick : Spot
- Robert Ridgely : voix additionnelles

### Voix françaises
- Michel Roux : Perry / Hong Kong Fou Fou (en anglais : Penry / Hong Kong Phooey)
- Perrette Pradier : Rose-Marie (en anglais : Rosemary)
- Jacques Ferrière : le sergent Flint
- Albert Augier : Spot le chat, voix additionnelles
- Georges Atlas : voix additionnelles
- Claude Bertrand : voix off du générique

## Épisodes
1. Les Voleurs de voitures (Car Thieves)
2. Une histoire de zoo (Zoo Story)
3. Robot tête de fer (Iron Head, The Robot)
4. Pick Pocket (Cotton Pickin' Pocket Picker)
5. Grand-mère Gâteau (Grandma Goody)
6. Le Musée de cire (Candle Power)
7. Haute Cambriole (The Penthouse Burglaries)
8. La banque est volée (Batty Bank Mob)
9. Le Vilain M. Volt (The Voltage Villain)
10. Le Prémolaire (The Giggler)
11. L’Enfant aux boules de gomme (The Gumdrop Kid)
12. Professeur Presto (Professor Presto)
13. Le Voleur de télévision (TV or Not TV)
14. Le Rodéo (Stop Horsing Around)
15. Le Miroir déformant (Mirror, Mirror on the Wall)
16. Caméra cachée (Great Movie Mystery)
17. La Griffe (The Claw)
18. Hong Kong Fou Fou contre Hong Kong Fou Fou(Hong Kong Phooey vs. Hong Kong Phooey)
19. L'Abominable Homme des neiges (The Abominable Snowman)
20. Le Professeur Crosshatch (Professor Crosshatch)
21. Le Pêcheur d'or (Goldfisher)
22. Quel pouce vert ! (Green Thumb)
23. De père en père (From Bad To Verse)
24. Hong Kong Fou Fou et les Contrefacteurs (Kong and the Counterfeiters)
25. Le Grand Cambriolage (The Great Choo Choo Robbery)
26. Gâteau et Boulanger (Patty Cake, Patty Cake, Bakery Man)
27. Dr Tornado (Mr. Tornado)
28. Le Petit Escroc qui n'était pas là (The Little Crook Who Wasn't There)
29. Dr Déguisement (Dr Disguiso)
30. Les Braqueurs fous fous (The Incredible Mr. Shrink)
31. Les Comédiens (Comedy Cowboys)

## Autour de la série
- Ce dessin animé a été créé en pleine kung fu-mania. En effet, dans les années 1970, à la suite de l'immense succès rencontré par Bruce Lee et ses films, les personnages adeptes d'arts martiaux se multiplient.
- Le mot « Phooey » est une interjection qui signifie en anglais « peuh!, pfft !, zut ! » [1],[2]

## Produits dérivés (France)

### Magazines / Bandes dessinées
- Hong Kong Fou Fou : Télé BD no 5 ; Les Petits juniors de télé 7 jours no 5 ; 1977.
- Hong Kong Fou Fou et la pompe à incendie : Éditions des deux Coqs d'or, collection Praline ; 1979.

### Disques45 tours
- Hong Kong Fou Fou - Nos amis de a télé no 2 : Label : CBS ; Référence : CBS 10862 ; Référence : ASIN: B0014LPCBQ ; Année : 1979.